# Elsa Fanny Campos Guevara
Elsa Fanny Campos Guevara (geboren am 13. Juli 1975 im Distrikt Lajas, Peru) ist eine peruanische Politikerin. Sie war im Jahr 2014 Provinzbürgermeisterin von Chota.

## Leben
Elsa Fanny Campos Guevara wurde am 13. Juli 1975 im Distrikt Lajas in der Provinz Chota in Peru geboren. Von 1993 bis 1995 absolvierte sie eine Ausbildung zur Informatikerin und seit 1997 ist sie als Systemadministratorin tätig.

## Politische Laufbahn
Bei den Kommunalwahlen 2010 wurde sie als Mitglied der grünen Partei Tierra y Libertad zur stellvertretenden Provinzbürgermeisterin von Chota gewählt. Nachdem Provinzbürgermeister (alcalde provincial) Jeiner Julón im Februar 2014 zu einer Gefängnisstrafe verurteilt wurde und somit seines Amtes enthoben wurde, ernannte das Jurado Nacional de Elecciones im Mai 2014 Campos Guevara zur neuen Provinzbürgermeisterin. Noch im selben Monat stellten Mitglieder des Provinzrates einen Misstrauensantrag gegen Campos Guevara, nachdem sie mehrere Beamte entlassen hatte. Eine Mehrheit stimmte gegen ihre Amtsenthebung und sie blieb bis zum Ende der Wahlperiode am 31. Dezember 2014 Provinzbürgermeisterin.
Zu den Kommunalwahlen 2014 schloss sie sich der Regionalpartei Frente Regional de Cajamarca an und kandidierte für das Amt des Bürgermeisters von Lajas. Sie wurde jedoch nicht gewählt.